# Taquillazo

El primer taquillazo cinematográfico normalmente admitido como género cinematográfico es Tiburón de Steven Spielberg.

Un éxito de taquilla o éxito de ventas, también conocido por las formas coloquiales taquillazo o bombazo (o por el anglicismo blockbuster) son expresiones y términos que se aplican en el mundo del espectáculo y el ocio a películas, obras de teatro, funciones circenses, videojuegos, etc, que denotan popularidad o son exitosos en su sector, normalmente con una producción que conlleva a personas muy bellas como protagonistas, un gran presupuesto y que logran los mejores resultados en taquilla en un tiempo récord. 

## Origen del término
El término «taquillazo» lleva en uso en español desde el siglo XIX y durante las siguientes décadas inicialmente ligado al teatro, si bien se produjo una amplia difusión debido al auge del cine de los años 70 y 80. Las películas Tiburón (1975), Star Wars (1977) y Back to the Future (1985) fueron de los primeros prototipos. El director Steven Spielberg se hizo de oro en la década de los 80 produciendo taquillazos como Gremlins (1984), Los Goonies (1985), Innerspace (1987) y, en los años 90, Hombres de negro (1997).
El vocablo inglés blockbuster era en un principio un término del argot teatral americano que calificaba una pieza que lograba un éxito importante. En español se usan los términos taquillazo, exitazo o bombazo con el mismo sentido. Por tanto, un taquillazo sería una pieza que llevaría todos los otros teatros del vecindario a la quiebra. Blockbuster fue el nombre del tipo de bomba más poderosa utilizada por los ejércitos británico y estadounidense durante la Segunda Guerra Mundial, por lo que el origen del término inglés también se relaciona con ella.

## Taquillazos del cine

### Historia
En los años 1950, el cine estadounidense se vio envuelto en dificultades debido a que la televisión le gana terreno y la asistencia a las salas comenzaba a caer. Hollywood responde a este problema con espectáculos más increíbles, una estética más espectacular, utilizando las nuevas tecnologías de la época para ofrecer lo que entonces no tenía la televisión: una gran pantalla y color. Se reinventa el Technicolor (que nace en 1916), la estereofonía (a partir de 1958), los formatos gigantes Cinerama, la VistaVision, el Formato 70 mm, el SuperPanavision 70, el Dynarama, el Warnerscope o el Cinemascope. Estos nuevos formatos y procedimientos son fuertemente utilizados y desarrollados para hacer volver a las multitudes a las salas. Ahora son pantallas anchas con efectos especiales, todo tipo de innovaciones técnicas que sirven para hacer vivir psíquicamente al espectador lo que pasa en la pantalla. Este modo de operar es muy eficaz. Las campañas de publicidad son cada vez mayores y más creativas. Esta disminución de espectadores da un empuje a la creatividad en el mundo del cine, sobre todo en cuanto a la comunicación en torno a las películas. Los carteles son más trabajados, se menciona en letras mayúsculas en qué formato se difunde. Esta rivalidad entre estudios cinematográficos y televisión se perpetuó a lo largo de los años y la cultura del blockbuster se desarrolló.
En el cine, el término taquillazo se aplicaba en principio a películas con gran éxito en la taquilla (Quo vadis, Lo que el viento se llevó, Ben-Hur) y después se ha designado por extensión a una superproducción de presupuesto alto que, por su distribución, sus efectos especiales o la campaña publicitaria que acompaña su estreno, atrae la atención de los medios de comunicación y del público, a pesar de que la película resulte ser un fracaso financiero.

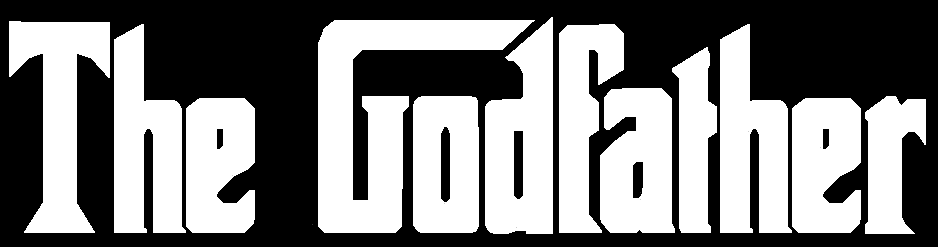
El Padrino de Francis Ford Coppola marca un giro en 1972 revolucionando la distribución de las películas.

The Godfather de Francis Ford Coppola marca un giro en 1972 revolucionando la distribución de las películas. La Paramount Pictures propone a todos los exhibidores de todas las redes la precompra de su película y exhibirla al mismo tiempo o antes del estreno en Estados Unidos, escalonando en tres tiempos en tres redes de salas de cine diferentes, desde las grandes ciudades al medio rural. Aparte del interés financiero de la gestión (los productores solo tienen que esperar a que la película se retire del cartel para recaudar los ingresos), esta manera de hacer tendrá por consecuencia reducir la duración de vida de la película y la influencia de los críticos de cine.
El primer taquillazo cinematográfico normalmente admitido es Jaws de Steven Spielberg: estrenada en el verano de 1975 con la Universal Pictures invirtiendo decenas de millones de dólares en la promoción de la película a través de anuncios televisados, por lo que lanza «la era de los taquillazos», que inaugura la era de la publicidad y de los productos derivados con el lanzamiento de Star Wars en 1977.
Con el nombre del director o el de actores muy guapos y famosos presentes en el reparto, es suficiente para calificar la película de ser un taquillazo. Es una manera de indicar a qué escala se estima el coste del film.
En estos géneros de películas, la calidad del guion es relativamente poco elevada, de acuerdo con el principio de «lo importante es la premisa» inventado por el productor estadounidense Don Simpson, según el cual el éxito de los taquillazos descansa sobre un gancho de una o dos frases o sobre una idea de base atractiva, pasando incluso por encima del guion o la elección del director. Son películas populares que atraen a las multitudes por la presencia de personas bellas en el reparto y el formato de difusión.
Su dirección presenta riesgos superiores, teniendo en cuenta la debilidad del contenido: algunos grandes estudios ya han quebrado por el fracaso de un potencial taquillazo, otros se han salvado. Uno de los ejemplos de ello es la realización de Un americano en París por la MGM. La escena final costó un millón de dólares, una fortuna en la época, pero la película salvó al estudio de la quiebra. Por el contrario, el fracaso en la recaudación de la película La isla de las cabezas cortadas supuso la quiebra del estudio Carolco Pictures. Los estudios de Hollywood produjeron la mayor parte de los éxitos de taquilla hasta principios del siglo XXI.
En este sentido, George Lucas y Steven Spielberg han predicho que el hundimiento de varios potenciales taquillazos provocará el declive de Hollywood, abriendo una era cinematográfica diferente: salas de cine menos numerosas, más grandes, entradas más caras (como un concierto o un espectáculo de Broadway) junto a un futuro más abierto a los VOD.
En cinematografía, se llama «taquillazo» a la producción hecha para llevar a las salas a gran parte de la población mundial, se le puede llamar también cine de palomitas o "cine palomitero", pero quizá este concepto no abarque películas comerciales que no tengan un gran presupuesto ni que se gasten millones en publicidad. Por eso un taquillazo suele ser una superproducción con una o más estrellas en el reparto y grandes efectos especiales. También se aprovechará para sacar una fortuna con el merchandising, sacando todo tipo de productos para amasar una fortuna.

### Códigos
En el transcurso del tiempo los códigos del género de los blockbusters de acción se han modificado para transformarse en cine del caos. Esta evolución habría tenido lugar al final del siglo XX, con una multiplicación de los cortes y una desestructuración global de las escenas de acción.

## Éxitos de venta en los videojuegos
En relación con los videojuegos, los bombazos son la continuación o extensión de los videojuegos, por ejemplo Call of Duty: Modern Warfare 2 no es otro que la continuación de Call of Duty 4: Modern Warfare. Se considera que los blockbusters deben ser un éxito total y en consecuencia alcanzar un máximo de beneficios. Muchos jugadores están en contra de estos éxitos de ventas y encuentran esta estrategia, que es la de vender cuanto más mejor, no original y faltada de creatividad. Otros están muy impacientes de ver los próximos bombazos de los juegos en los que han pasado varias horas y quieren conocer la continuación de la historia.